# Dartmouth Főiskola
A Dartmouth Főiskola (angolul: Dartmouth College) Ivy League-kutatóegyetem New Hampshire állam Hanover városában. 1769-ben alapította Eleazar Wheelock, egyike a mindössze kilenc amerikai főiskolának, amit a függetlenségi háború előtt hoztak létre. Azzal a céllal hozták létre, hogy a kontinensen őshonos indiánokat neveljék keresztény, angol életmódra, de főleg  kongregacionalistákat képeztek az intézményben. A 20. század elején az Egyesült Államok egyik legfontosabb és legtekintélyesebb egyeteme lett, annak ellenére, hogy első 130 évében csak egy kisebb főiskola volt New Hampshire-ben. Annak ellenére, hogy napjainkban már kutatóegyetem és nem csak alapfokozatú tanítást végző főiskola, megtartotta a főiskola elnevezést, hogy kiemelje alapfokú képzéseinek fontosságát.
Bölcsészettudományos tantervet követ, negyven különböző intézménnyel rendelkezik, hatvan különböző fődiploma-programja van, bölcsészettudomány, társadalomtudomány, természettudomány és mérnöki tudományos ágazatokban. Alapfokozatú képzései mellett négy szakmai és posztgraduális iskolát működtet: a Geisel Orvostudományi Iskola, a Thayer Mérnöki Iskola, a Tuck Üzleti Iskola és a Guarini Posztgraduális Iskola. Ezek mellett együtt dolgozik a Dartmouth–Hitchcock Egészségügyi Központtal, illetve több múzeumot is működtet. Az Ivy League legkisebb egyeteme, mindössze 6700 diákkal rendelkezik, a jelentkezők mindössze 6%-át fogadják el.
1,09 km2-es főcampusa a Connecticut folyó mentén helyezkedik el, Új-Anglia vidéki Upper Valley régiójában, Vermont és New Hampshire határán. Negyedéves rendszerben működik, négy tíz hetes szemeszterrel. Harmincnégy sportcsapata az NCAA első divíziójában, az Ivy League főcsoportban versenyzik.
Az egyetemre járt 170 amerikai szenátor és képviselő, huszonnégy kormányzó, huszonhárom milliárdos, nyolc kabinettag, három Nobel-díjas, két Legfelsőbb Bírósági bíró és egy alelnök. Ezek mellett tizenhárom Pulitzer-díjas újságíró, ötvenegy olimpiai érmes sportoló és tíz Fortune 500-vezérigazgató is itt tanult.

## Ranglisták
| Egyesült Államok                            | Egyesült Államok |
| ------------------------------------------- | ---------------- |
| Forbes Top Colleges 2022                    | 14               |
| Times Higher Education / WSJ 2022           | 13               |
| U.S. News & World Report 2022–2023          | 12               |
| Washington Monthly 2022                     | 12               |
| Világszerte                                 |                  |
| Academic Ranking of World Universities 2022 | 301–400          |
| QS World University Rankings 2023           | 191              |
| Times Higher Education 2023                 | 101              |
| U.S. News & World Report                    | 261              |

## Statisztika
| Felvételi statisztika (2022)  | Felvételi statisztika (2022) |
| ----------------------------- | ---------------------------- |
| Felvételi arány               | Összesen: 6,24%              |
| Felvételi arány               | Korai döntés: 21,3%          |
| Felvételi arány               | Normális döntés: 4,7%        |
| Teszteredmény-átlag (IT)      |                              |
| SAT Írás-Olvasás              | 710–770                      |
| SAT Matematika                | 730–790                      |
| ACT                           | 32–35                        |
| Középiskolai osztályzat-átlag |                              |
| Felső 10%                     | 95%                          |
| Felső 25%                     | 98,7%                        |
| Felső 50%                     | 99,5%                        |

| Származás és etnikum           | %   |
| ------------------------------ | --- |
| Fehér                          | 49% |
| Ázsiai                         | 15% |
| Külföldi                       | 11% |
| Hispán                         | 10% |
| Egyéb                          | 8%  |
| Fekete                         | 6%  |
| Amerikai őslakos               | 1%  |
| Vagyonkategória                |     |
| Alacsony bevétel               | 15% |
| Gazdag (legalább középosztály) | 85% |

## Galéria
- Baker Berry Könyvtár
- A Webster Hall Könyvtár
- Az Alumni Gymnasium
- Az egyetem sok kollégiumának egyike
- A Hopkins Művészeti Központ
- Felvétel a campusról
- A Robinson Hall
- A Memorial Field amerikaifutball-stadion
- A McNutt Hall
- A Thompson Jégkorong Aréna
- A Hood Művészeti Múzeum

- 1900-as évek eleje
- Amerikai katonák felvonulnak az egyetemen az első világháború idején
- A Faculty Avenue 1920-ban
- Képeslap (valamikor 1897–1924 között)
- A The Green közösségi tér 1881-ben
- 1929 előtt
- 1793-as illusztráció a főiskola területéről